# Saxo Bank SunGard/Saison 2011
Dieser Artikel listet Erfolge und Mannschaft des Radsportteams Saxo Bank SunGard in der Saison 2011 auf.

Das Team-Trikot der Saison 2011

## Erfolge in der UCI WorldTour
In den Rennen der Saison 2011 der UCI WorldTour gelangen die nachstehenden Erfolge.
| Datum        | Rennen                      | Sieger          |
| ------------ | --------------------------- | --------------- |
| 11. März     | 3. Etappe Tirreno–Adriatico | Juan José Haedo |
| 3. April     | Ronde van Vlaanderen        | Nick Nuyens     |
| 6. September | 16. Etappe Vuelta a España  | Juan José Haedo |

## Erfolge in der UCI Europe Tour
In den Rennen der Saison 2011 der UCI Europe Tour gelangen die nachstehenden Erfolge.
| Datum         | Rennen                                       | Kat. | Fahrer               |
| ------------- | -------------------------------------------- | ---- | -------------------- |
| 23. März      | Dwars door Vlaanderen                        | 1.1  | Nick Nuyens          |
| 17. Juni      | 3. Etappe Ster ZLM Toer                      | 2.1  | Juan José Haedo      |
| 22. Juni      | Schwedische Meisterschaft – Einzelzeitfahren | CN   | Gustav Erik Larsson  |
| 26. Juni      | Dänische Meisterschaft – Straßenrennen       | CN   | Nicki Sørensen       |
| 6. August     | 5. Etappe Dänemark-Rundfahrt (EZF)           | 2.HC | Richie Porte         |
| 18. September | Grand Prix d’Isbergues                       | 1.1  | Jonas Aaen Jørgensen |

## Zugänge – Abgänge
| Zugänge          | Team 2010                       | Abgänge           | Team 2011    |
| ---------------- | ------------------------------- | ----------------- | ------------ |
| Jesús Hernández  | Astana                          | Fabian Cancellara | Leopard Trek |
| Daniel Navarro   | Astana                          | Jakob Fuglsang    | Leopard Trek |
| Benjamín Noval   | Astana                          | Dominic Klemme    | Leopard Trek |
| Brian Vandborg   | Liquigas-Doimo                  | Anders Lund       | Leopard Trek |
| Matteo Tosatto   | Quick Step                      | Stuart O’Grady    | Leopard Trek |
| Nick Nuyens      | Rabobank                        | Andy Schleck      | Leopard Trek |
| Luke Roberts     | Team Milram                     | Fränk Schleck     | Leopard Trek |
| Wolodymyr Hustow | Cervélo TestTeam                | Jens Voigt        | Leopard Trek |
| David Tanner     | Fly V Australia                 | Matti Breschel    | Rabobank     |
| Mads Christensen | Glud & Marstrand-LRØ Rådgivning | Alex Rasmussen    | HTC-Highroad |
| Manuele Boaro    | Neoprofi                        | Frank Høj         | Karriereende |
| Rafał Majka      | Neoprofi                        |                   |              |

## Mannschaft
| Name                  | Geburtstag         | Nationalität           |              |
| --------------------- | ------------------ | ---------------------- | ------------ |
| Jonathan Bellis       | 16. August 1988    | Vereinigtes Königreich |              |
| Manuele Boaro         | 12. März 1987      | Italien                |              |
| Mads Christensen      | 6. April 1984      | Dänemark               |              |
| Baden Cooke           | 12. Oktober 1978   | Australien             |              |
| Laurent Didier        | 19. Juli 1984      | Luxemburg              |              |
| Juan José Haedo       | 26. Januar 1981    | Argentinien            |              |
| Lucas Sebastián Haedo | 18. April 1983     | Argentinien            |              |
| Jesús Hernández       | 28. September 1981 | Spanien                |              |
| Wolodymyr Hustow      | 15. Februar 1977   | Ukraine                |              |
| Jonas Aaen Jørgensen  | 20. April 1986     | Dänemark               |              |
| Kasper Klostergaard   | 22. Mai 1983       | Dänemark               |              |
| Gustav Erik Larsson   | 20. September 1980 | Schweden               |              |
| Rafał Majka           | 12. September 1989 | Polen                  |              |
| Jarosław Marycz       | 17. April 1987     | Polen                  |              |
| Michael Mørkøv        | 30. April 1985     | Dänemark               |              |
| Daniel Navarro        | 18. Juli 1983      | Spanien                |              |
| Benjamín Noval        | 23. Januar 1979    | Spanien                |              |
| Nick Nuyens           | 5. Mai 1980        | Belgien                |              |
| Richie Porte          | 30. Januar 1985    | Australien             |              |
| Luke Roberts          | 25. Januar 1977    | Australien             |              |
| Chris Anker Sørensen  | 5. September 1984  | Dänemark               |              |
| Nicki Sørensen        | 14. Mai 1975       | Dänemark               |              |
| André Steensen        | 12. Oktober 1987   | Dänemark               |              |
| David Tanner          | 30. September 1984 | Australien             |              |
| Matteo Tosatto        | 14. Mai 1974       | Italien                |              |
| Brian Vandborg        | 4. Dezember 1981   | Dänemark               |              |
| Stagiaires            | Stagiaires         | Nationalität           | Nationalität |
| Ran Margaliot         | Ran Margaliot      | Israel                 |              |